# Ossegem (metrostation)
Ossegem (Frans: Osseghem) is een station van de Brusselse metro, gelegen in de gemeente Sint-Jans-Molenbeek.

## Geschiedenis
Station Ossegem werd geopend op 6 oktober 1982 samen met Bockstael, Pannenhuis, Belgica en Simonis ter verlenging van metrolijn 1A vanuit Beekkant naar Bockstael. Sinds de herziening van het metronet in 2009 bedient metrolijn 6 dit station. Station Ossegem is vernoemd naar de wijk Ossegem die deze doorkruist.
In de perronbekleding zijn een aantal verbindingstrappen gevestigd naar een ongebruikt deel van het station zichtbaar. Dit station bevindt zich één niveau onder de straat (of twee niveaus onder het gebruikte perron). Dit deel werd gebouwd voor een oorspronkelijk geplande tak van de oost-westlijn vanuit Zwarte Vijvers naar het westen: metrolijn 1A. Deze lijn had de noordwesttak richting Koning Boudewijn (metrolijn 2) bij station Ossegem moeten kruisen. Er zijn momenteel geen plannen om de ruwbouw in gebruik te nemen.

## Situering
Het metrostation bevindt zich op een viaduct over de Gentsesteenweg evenwijdig met spoorlijn 28. Het perronniveau wordt aan de oostzijde begrensd door een blinde muur, waar zich de spoorlijn bevindt, aan de westzijde zijn er grote ramen aangebracht, waardoor er licht op het eilandperron valt.

## Kunst
Aan een muur in de stationshal op straatniveau bevindt zich een abstracte sculptuur van koper, getiteld Stop the run. De kunstenaar Reinhoud D'Haese beeldt hiermee een groep gehaaste reizigers uit die elkaar verdringen. Midden in de hal is een beeldhouwwerk van Hilde Van Sumere geplaatst. Haar Driehoek in beweging, gehakt uit Carrara-marmer, bestaat uit een dikke cirkel met gelaagd aangebrachte driehoeken.

## Afbeeldingen

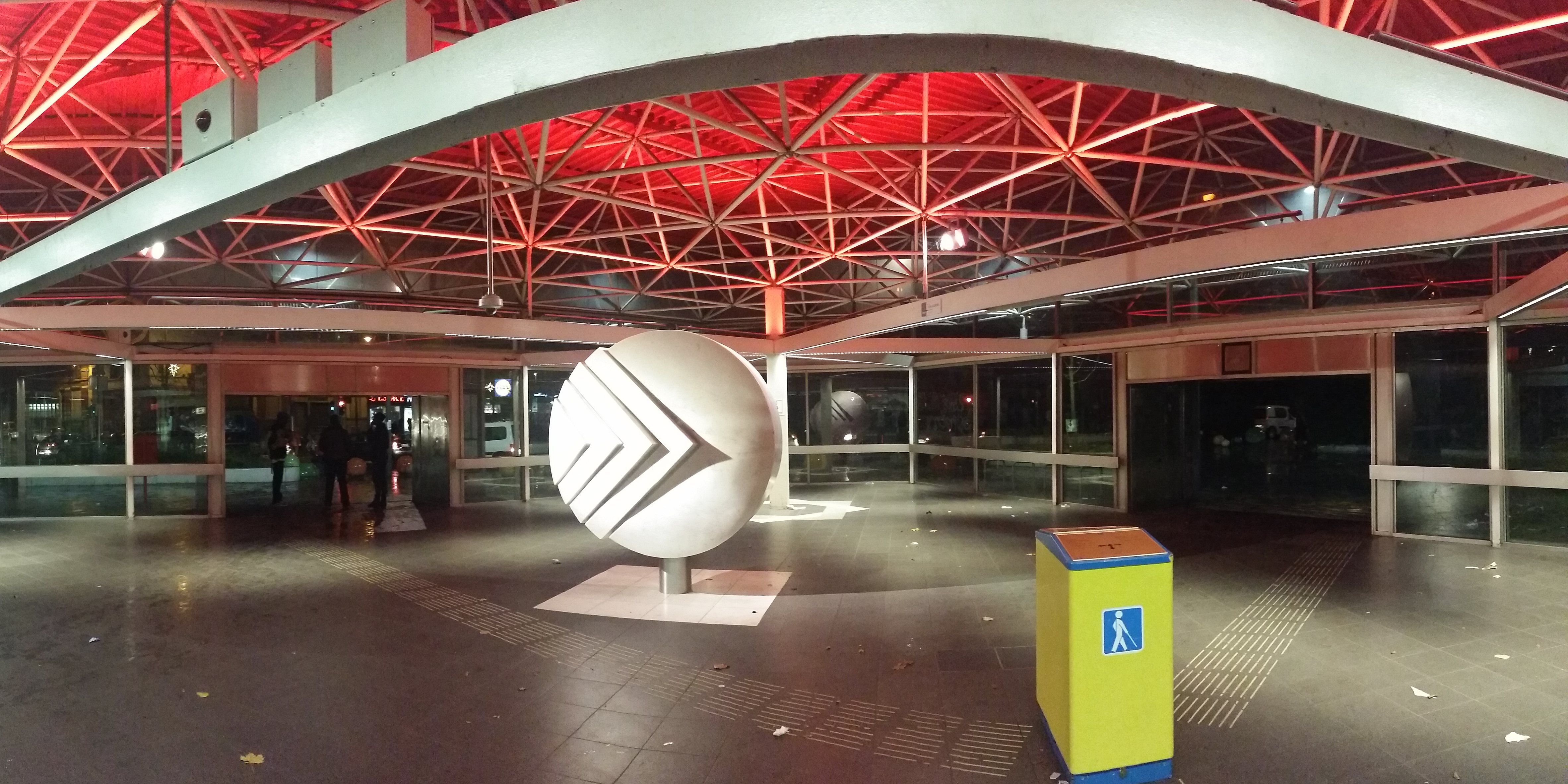
Kunst in de inkomhal van het station.